# 建安 (冰球运动员)
建安（英語：Cory Kane；1990年9月15日—），中国男子冰球运动员，攻守兼备的中锋。在美国出生有华人血统。

## 经历
从4岁起便开始练习冰球。2008-2010赛季在北美顶级青年冰球联盟BCHL代表Vernon Vipers队，两赛季助攻和进球都达到了20以上，2013-2014赛季代表弗里斯州立大學征战NCAA，一共进球14个助攻18个，毕业后在AHL打球，2016年加盟捷克冰球联赛，一个赛季后到中国昆仑鸿星，是队中效力年限最长的球员之一。加入中華人民共和國国籍入选国家队。2022年在国家队出战4次进2球。

## 家庭
哥哥也是运动员。